# Pheidologeton hostilis
Pheidologeton hostilis é uma espécie de formiga do gênero Pheidologeton, pertencente à subfamília Myrmicinae.